# Serrungarina
Serrungarina – była gmina i od 1 stycznia 2017 r. jedna z frakcji (wł. frazioni) gminy Colli al Metauro we Włoszech, w regionie Marche, w prowincji Pesaro i Urbino.
Według danych na rok 2004 gminę zamieszkiwało 2200 osób, 100 os./km².